# Jean Eustache
Jean Eustache (Pessac, 30 de noviembre de 1938 - París, 5 de noviembre de 1981) fue un escritor y cineasta francés muy reconocido en la década de los 70. Durante su corta carrera, rodó numerosos cortos, además de varios largometrajes; el primero, La maman et la putain, está considerado como un trabajo clave del cine post-Nouvelle vague francés. Jean Eustache se suicidó en noviembre de 1981, dejando atrás un corto trabajo que para muchos críticos fue el cine más representativo de los años 70 en Francia.

## Biografía
Nacido en Pessac en 1938, fue criado por su abuela, tras el divorcio de sus padres, y más tarde se trasladó a Narbona, donde trabajó en el comercio de edificios y en los ferrocarriles. 
En 1957 se fue a París buscando oportunidades. Rechazó incorporarse a filas en Argelia, e intentó suicidarse abriéndose las venas. Pasó un año en un hospital psiquiátrico. 
Conoció después a su esposa, Jeanne Delos, con la que tuvo dos hijos (Patrick y Boris) y que era una secretaria de Cahiers du Cinéma. Gracias a ella, pronto se hizo notar en círculos de esta revista, principalmente con Jean-Luc Godard, Eric Rohmer y François Truffaut. Asimismo conoció a Jean Douchet, Jean-Pierre Léaud y Paul Vecchiali. En 1962, estuvo en el rodaje de La Boulangère de Monceau, de Rohmer, y de Mannequin de Belleville, de Jean Douchet.
En 1966, trabajó como montador para la serie de tres emisiones de Jacques Rivette, correspondientes a Jean Renoir, que aparecería como pieza documental de rótulo general Cinéastes de notre temps en 1967, y fue producida por Janine Bazin y André S. Labarthe. Asimismo trabajó para la emisión correspondiente a Murnau.
Hasta ese momento, Eustache había hecho dos filmes breves Du côte de Robinson (1963) y Le Père Noël a les yeux bleus (1966). Un título como Du côte de Robinson representaba una película autobiográfica, al enfocar las vidas de jóvenes de clase obrera (de la que era originario). Con estos tempranos trabajos, Eustache recibió el apoyo del grupo Cahiers du Cinéma, y con la segunda película también se marcó la primera colaboración del director con Jean-Pierre Léaud, una de las figuras icónicas de la Nouvelle vague francesa, impulsada por Truffaut.
Se separó de su mujer en 1967, e inició una historia amorosa con Françoise Lebrun. Eustache mantuvo siempre el contacto con sus amigos y parientes en Pessac; también cuando fue reconocido como un gran cineasta. En 1981, se quitó la vida en su apartamento de París, una semana antes de su 43 cumpleaños, dejando en la puerta de la habitación del hotel una nota que decía: "Llame fuerte, como para despertar a un muerto".
Su hijo Boris Eustache trabajó de figurante para el director de cine y apareció como actor en uno de sus pequeños cortos, Les Photos d'Alix (1980).

## Cinematografía
Su filmografía consta de 12 películas, realizadas entre 1963 y 1980, en diversos formatos, muy depuradas. Es fundamental saber que Eustache admiraba enormemente el trabajo de Jean Renoir, Kenji Mizoguchi y Carl Theodor Dreyer, también de Guitry, Lang y Robert Bresson.
El director dijo que "las películas que hice son tan autobiográficas, tal como la ficción puede serlo". Su trabajo, en efecto, fue en gran parte su autobiografía. 
Eustache rodó dos mediometrajes, Du côté de Robinson / Les mauvaises fréquentations en 1963; y Le Père Noel a les yeux bleus (entre 1965 y 1966), usando negativo que le cedió Godard. Además rodó varios documentos, muchos de ellos muy personales, que incluyen varios en su ciudad natal de Pessac (cuya memoria guarda en su obra) y una entrevista con su abuela.
En efecto, realizó a continuación tres documentales: el primero, La Rosière de Pessac (1968), es una crónica de la elección anual de la muchacha más virtuosa en Pessac (volvería al mismo tema una década más tarde en una continuación); luego rodó Le cochon (1970), con Jean-Michel Barjol, a modo de cine directo sobre la matanza del cerdo en una granja de provincias; y a continuación Numéro Zéro / Odette Robert (1971), donde entrevista durante dos horas a su abuela Odette. 
En 1973, Eustache hizo La maman et la putain, la película más famosa suya que, indudablemente, es un trabajo transgresor en la historia de cine francés. Ésta fue la película que lo presentó a un público más amplio. 
En su segundo largometraje, Mes petites amoureuses (1974) retrata el mundo de la adolescencia, igual que en Les quatre cent coups de Truffaut (1959). Todos los planos de las dos horas de film están centrados en el pequeño protagonista, silencioso, que va descifrando poco a poco su entorno familiar y ciudadano. Eustache había intentado hacer la película anteriormente, pero tras el éxito de La maman et la putain pudo comenzar la producción al fin. Su cuidada fotografía era de Nestor Almendros.
Más tarde, volvió a la realización de un mediometraje con Une sale histoire en 1977. Es un híbrido de ficción y documental cuya historia está protagonizada por el actor Michael Lonsdale y por su amigo Jean-Noël Picq.

## Valoración
El carácter autobiográfico de sus filmes se unió singularmente a un gran rigor formal, a un trabajo de filtrado continuo de todo lo superfluo.
Eustache dirigió dos tipos de narrativa. La primera es verbal: La maman et la putain supone tres horas y cuarenta minutos donde se habla desesperadamente del amor, las relaciones, los hombres y las mujeres. Su argumento central, trasunto de una vacilación amorosa de Eustache, está desarrollado por tres personajes: Alexandre (Jean-Pierre Léaud), su novia Marie (Bernadette Lafont) y la enfermera, de la cual se enamora, Verónica (Françoise Lebrun). El varón oscila entre esos dos amores, que nada tienen que ver con una madre y una prostituta, como se podría inferir del crudo título, y sobre todo habla una y otra vez con sus protagonistas, por separado o incluso con ambas.
El segundo rasgo de Eustache se aprecia bien en Mes petites amoureuses (1974), film visual sobre todo. Los colores del director de fotografía Néstor Almendros fueron los caminos que Eustache eligió, a diferencia de La maman et la putain, que era un film granulado y en blanco y negro. La película también destaca considerablemente por tener menos diálogo y enfocar caracteres adolescentes en un contexto rural. 
A pesar de la respuesta favorable a sus primeras películas, Eustache estuvo siempre frustrado por el funcionamiento de la industria cinematográfica. En una entrevista con Cahiers du Cinéma en 1978, él se llamó "un ciudadano de una tierra ocupada por las fuerzas extrañas", y añadió: "esta profesión no me permite ser libre y no sé cuánto tiempo durará esta situación. Sé que estoy en un túnel, lo siento físicamente".
Serge Daney —que dirigió Cahiers—, destacaba que ninguna de sus películas habían pasado por los circuitos comerciales de Francia. En el 31.er Festival de cine de Valladolid, octubre de 1986, se hizo un ciclo de ocho filmes suyos, los más grandes, que sirvió de un primer contacto y de cierto reconocimiento de Eustache.
Su obra ha tenido dificultades de difusión hasta el siglo XXI, en DVD y otros soportes, dados los problemas de derechos de autor planteados por una parte de la familia. Pero tres DVD fueron editados en Japón (2002) con La Maman et la Putain, Mes Petites Amoureuses junto a los cortos (Les Mauvaises Fréquentations, Le Père Noël a les yeux bleus, Une sale histoire y Les Photos d'Alix). 
Al fin se hizo una retrospectiva total de la obra de Eustache, entre diciembre de 2006 y enero de 2007, en el Centre Georges-Pompidou.

## Filmografía

### Dirección
- Du côté de Robinson / Les mauvaises fréquentation (1963), 42 min.
- Le Père Noel a les yeux bleus (1965/66), 47 min.
- La Rosière de Pessac (1968), 65 min. Documental.
- Le cochon (1970), 52 Min. Documental.
- Numéro Zéro / Odette Robert (1971), 110 min. Documental.
- La Maman et la putain (1972/73), 220 min.
- Mes petites amoureuses (1974), 123 min.
- Une sale histoire (1977), 28 min (primera versión) y 22 min. (segunda versión).
- La Rosière de Pessac 79 (1979), 67 min. Documental.
- Le jardin des délices de Jerôme Bosch (1979) 34 min.
- Offre d'emploi (1980), 19 min.
- Les photos d'Alix (1980), 18 min.

### Montaje
- Les coeurs verts, de Edouard Luntz (1966)
- Jean Renoir - le Patron, de Jacques Rivette (1966/67)
- Les idoles, de Marc'O (1967)
- Une aventure de Billy le Kid, de Luc Mollet (1970)

### Actor
- Les Roses de la vie, de Paul Vecchiali, 1962
- Le Père Noel a les yeux bleus, 1965/66
- L'Accompagnement de Jean-André Fieschi, 1966
- L'Authentique Procès de Carl-Emmanuel Jung, de Marcel Hanoun, 1966
- Week-end, de Jean-Luc Godard, 1967
- La Maman et la putain, 1972/73
- Céline et Julie vont en bateau, de Jacques Rivette, 1973/74
- Mes petites amoureuses, 1974
- Vincent mit l'âne dans un pré (et s'en vint dans l'autre), de Pierre Zucca, 1975
- El amigo americano (Der amerikanische Freund), de Wim Wenders, 1977
- La Tortue sur le dos, de Luc Béraud, 1978